# Croton damayeshu
Espèce
Classification APG III (2009)
Croton damayeshu est une espèce de plantes à fleurs du genre Croton et de la famille des Euphorbiaceae, présente en Chine (sud du Yunnan).